# جو جونز (لاعب كرة قاعدة)
جو جونز (بالإنجليزية: Joe Jones)‏ هو لاعب كرة قاعدة أمريكي، ولد في 13 ديسمبر 1941 في لبنان في الولايات المتحدة.

## وصلات خارجية
- جو جونز على موقعبيزبول رفرنس.كوم (الدوري الثانوي) (الإنجليزية)